# Randy Jackson (músico)
Steven Randall "Randy" Jackson (Gary, Indiana, 29 de octubre de 1961) es un cantante y músico estadounidense, y el miembro que más tarde se incorporó a The Jacksons. Apodado Little Randy, es el más joven de los hermanos Jackson varones, y el segundo más joven de los nueve hermanos Jackson, antes de su hermana Janet.

## Biografía
Randy nació en Gary, Indiana de Joseph Jackson y Katherine Jackson. Apodado "Little Randy", Jackson es el octavo hijo de la familia Jackson y el más joven de los hermanos Jackson.
Randy tenía solo cuatro años de edad cuando se formaron los Jackson 5 y por tanto no era miembro. Mientras que sus hermanos estaban de gira, él perfeccionaba sus habilidades como músico, en el dominio de piano. Entró a formar parte del grupo cuando cambiaron de discográfica en 1976, de Motown a CBS, y Jermaine lo abandonó. El grupo, con estos cambios, pasó a llamarse The Jacksons.
En 1989, Randy se casó con Eliza Shaffe. El 17 de junio de 1990, Eliza dio a luz a su hija Steveanna. Stevanna Shaffe-Jackson, aspirante a actriz y cantante, apareció en Zoey 101. Randy y Eliza se divorciaron en 1991 mientras ella estaba cursando su segundo embarazo. Randy fue acusado y declarado culpable por cargos de abuso conyugal en su contra. Pasó un mes en la cárcel y luego otro en una clínica psiquiátrica. Eliza dio a luz a su segunda hija, llamada Soraya Shaffe-Jackson, una aspirante a cantante y modelo.
Durante su matrimonio con Eliza Shaffe, Randy tuvo un romance con Alejandra Genevieve Oaziaza, con la que tuvo una hija llamada también Genevieve. Tras el divorcio de su primera esposa continuó con Oaziaza; con la que tuvo otro hijo, Randy Jr., en 1991. La relación de pareja terminó en 1994. Posteriormente, Oaziaza estuvo casada con su hermano Jermaine Jackson.
El 2 de mayo de 1996, Randy voló desde California a Nueva York para rescatar a su hermana La Toya Jackson de su marido Jack Gordon, que supuestamente la maltrató durante seis años y medio. Randy y La Toya inmediatamente tomaron un avión directo a Las Vegas. Allí, La Toya fue tratada por hematomas y presentó la solicitud de divorcio.

### Carrera
Randy no era un miembro original de los Jackson 5, apareciendo oficialmente por primera vez en vivo con sus hermanos a finales de 1971. El evento fue un espectáculo de Navidad que los Jackson 5 celebraron para niños ciegos.  Aunque estuvo en todas las giras de Jackson 5 desde 1972 en adelante, principalmente tocando las congas entre otros instrumentos, Randy no se unió oficialmente a la banda familiar hasta 1975 cuando dejaron Motown por CBS Records y su hermano mayor Jermaine decidió quedarse con Motown. incitando a Randy a reemplazarlo. Los Jackson 5 cambiaron oficialmente su nombre a los Jackson cuando firmaron con Epic debido en parte al hecho de que Motown poseía el nombre de Jackson 5. A la edad de 16 años, coescribió el sencillo más exitoso de los Jackson en Epic, "Shake Your Body (Down to the Ground)" con Michael . 
El 4 de febrero de 1980, Jackson resultó gravemente herido en un accidente automovilístico en Hollywood, California. En junio de 1980, Jackson apareció en la portada de la revista semanal de noticias afroamericana Jet. El titular de la portada decía: "Randy Jackson vuelve a caminar: habla sobre su futuro".
Jackson toca congas, percusión, teclados, piano, bajo y guitarra, entre otros instrumentos. Además de cantar y tocar en las grabaciones de los Jackson, trabajó con Michael en su álbum Off the Wall. Jackson participó en el Destiny World Tour de los Jackson de 1979 a 1980, el Triumph Tour en 1981, el Victory Tour en 1984 y en los proyectos posteriores de la banda.
Quedó fuera cuando los Jackson 5 fueron incluidos en el Salón de la Fama del Rock and Roll en 1997: solo sus cinco hermanos mayores fueron admitidos oficialmente.

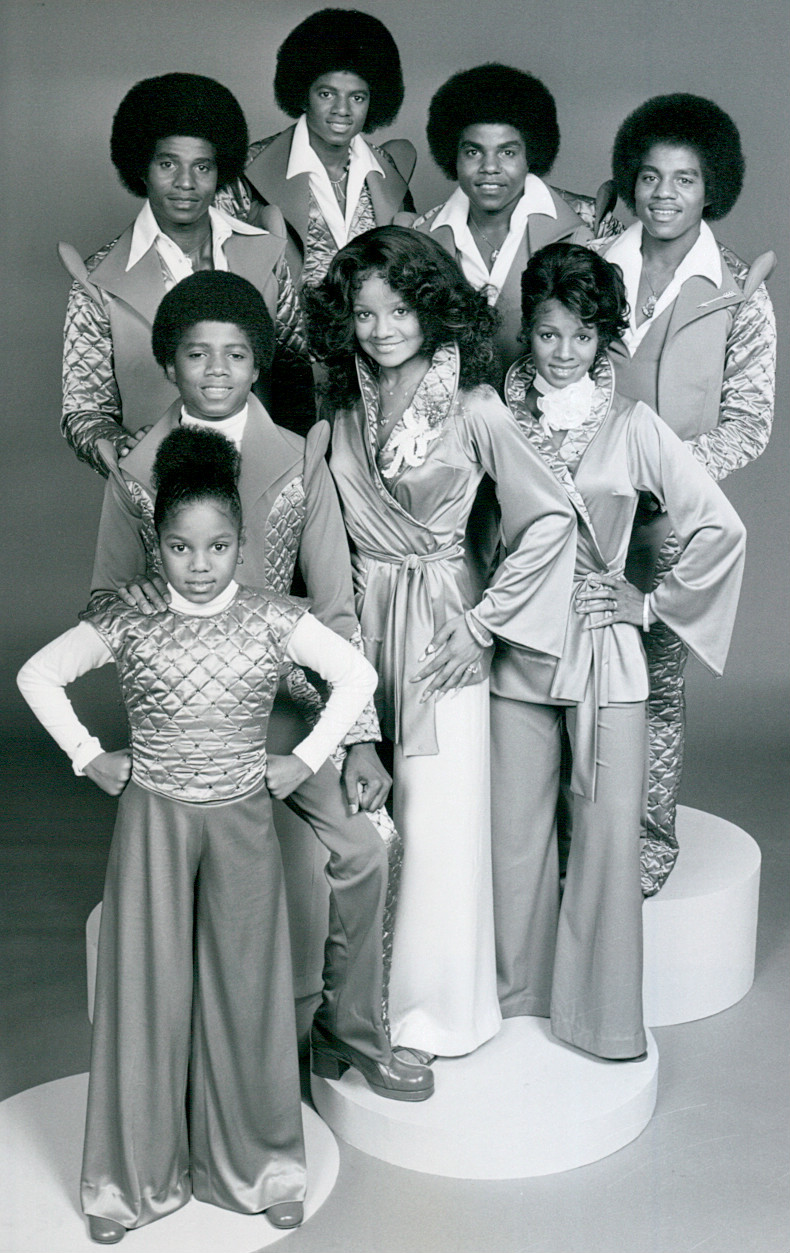
De izquierda a derecha, fila de atrás: Jackie Jackson, Michael Jackson, Tito Jackson, Marlon Jackson. Fila del medio: Randy Jackson, La Toya Jackson, Rebbie Jackson. Primera fila: Janet Jackson, 1977. Ausente: Jermaine Jackson

Formó parte de la reunión de Jacksons en 2001 en el Madison Square Garden, pero no apareció como miembro oficial del elenco en su serie de telerrealidad de A&E de 2009 The Jacksons: A Family Dynasty. Sin embargo, sí contribuyó a coros con Jackie, Tito, Marlon y Jermaine para This Is It de Michael.
Después de grabar el álbum 2300 Jackson Street, el grupo se disolvió y se centró en proyectos separados en 1990. Después de esta separación, Jackson formó su propia banda, Randy & the Gypsys. El grupo lanzó solo un álbum antes de separarse.  En el mismo año, Randy Jackson cofundó Total Multimedia Inc. con un exbajista de Iron Butterfly, Philip Taylor Kramer, para desarrollar técnicas de compresión de datos para CD-ROM. El 28 de junio de 1998, Jackson abrió su propio sello discográfico Modern Records.

## Discografía

### Álbumes
- (1978) Randy Jackson
- (1989) Randy Jackson and the Gypsys

### Sencillos
- 1978 How Can I Be Sure/Love Song for Kids (con Janet Jackson)
- 1989 Perpetrator
- 1989 Love You Honey
- 1990 I Wanna Luv u

### The Jackson 5

#### Álbumes de estudio

##### The Jackson 5 (Motown)
- Moving Violation (1975)
- Joyful Jukebox Music  (1976)
- Jackson 5: The Ultimate Collection (1995)

##### The Jacksons (CBS)
- The Jacksons (1976)
- Goin' Places (1977)
- Destiny (1978)
- Triumph (1980)
- Live (1981)
- Victory (1984)
- 2300 Jackson Street (1989)

### Sencillos Top 10 en Estados Unidos y Reino Unido
- 1976: Enjoy Yourself (#6 US)
- 1977: Show You the Way to Go (#1 UK)
- 1978: Blame It On The Boogie (#8 UK)
- 1979: Shake Your Body (Down to the Ground) (#7 US, #4 UK)
- 1981: Can You Feel It (#6 UK)
- 1981: Walk Right Now (#7 UK)
- 1984: State of Shock (#3 US)
- 1988: I Want You Back (Remix) (#8 UK)